# Простейший фотоаппарат

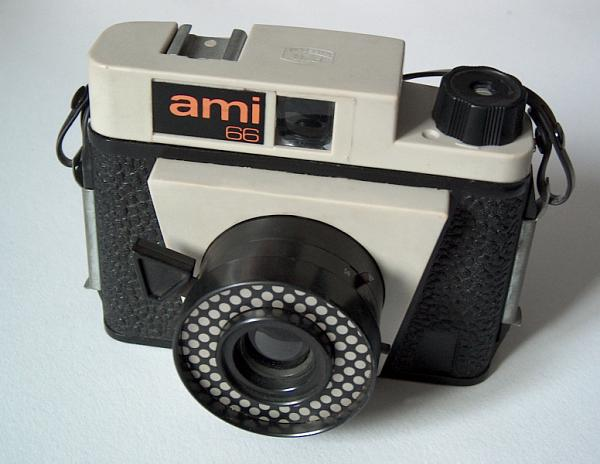
Среднеформатный фотоаппарат «Ami 66».
Польша, 1960-е гг.

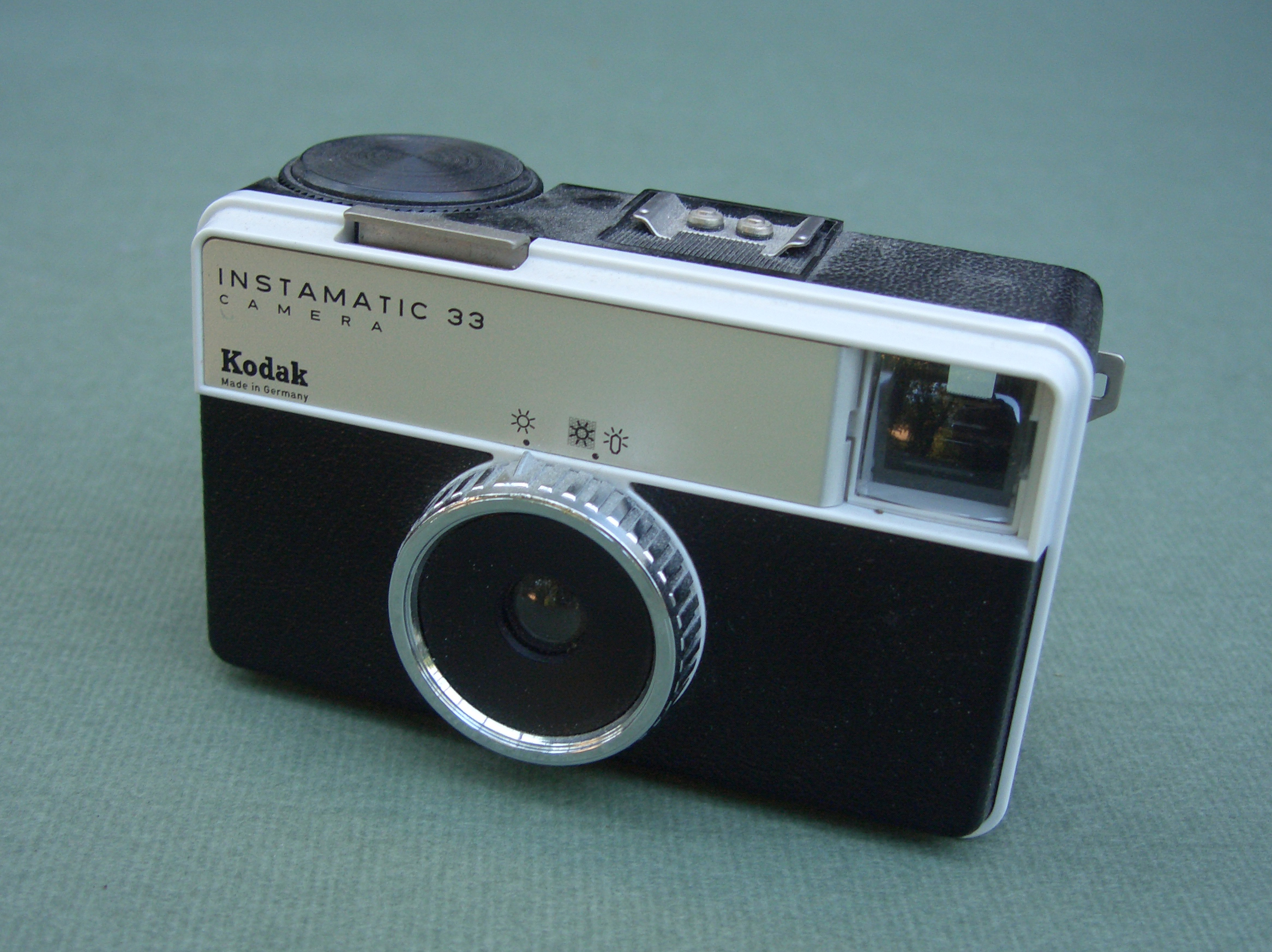
Фотоаппарат «Kodak Instamatic-33», США.
(плёнка типа 126)

Простейший фотоаппарат — категория плёночных фотоаппаратов, у которых отсутствуют все или большинство функций и свойств, без которых ещё возможно фотографирование: ручная или автоматическая фокусировка объектива (наведение на резкость), изменение выдержки, диафрагмирование объектива и т. д. Самая дешёвая категория фотоаппаратов.
Простейшие фотоаппараты появились в 1930-е годы, когда уже массово выпускались совершенные и сложные шкальные и дальномерные фотоаппараты («Leica II», «Contax», советский «ФЭД»). Предназначались (из-за низкой цены) для начинающих фотолюбителей и считались детскими игрушками.
Простейшие фотоаппараты стали логическим развитием бокс-камер, рассчитанных на среднеформатную плёнку. Этот класс аппаратуры появился в конце XIX века и был предназначен для получения чёрно-белых негативов невысокого качества, пригодных для изготовления контактных отпечатков. Небольшая глубина резкости сравнительно длиннофокусного объектива таких фотоаппаратов компенсируется невысокими требованиями к чёткости снимков.

## Особенности

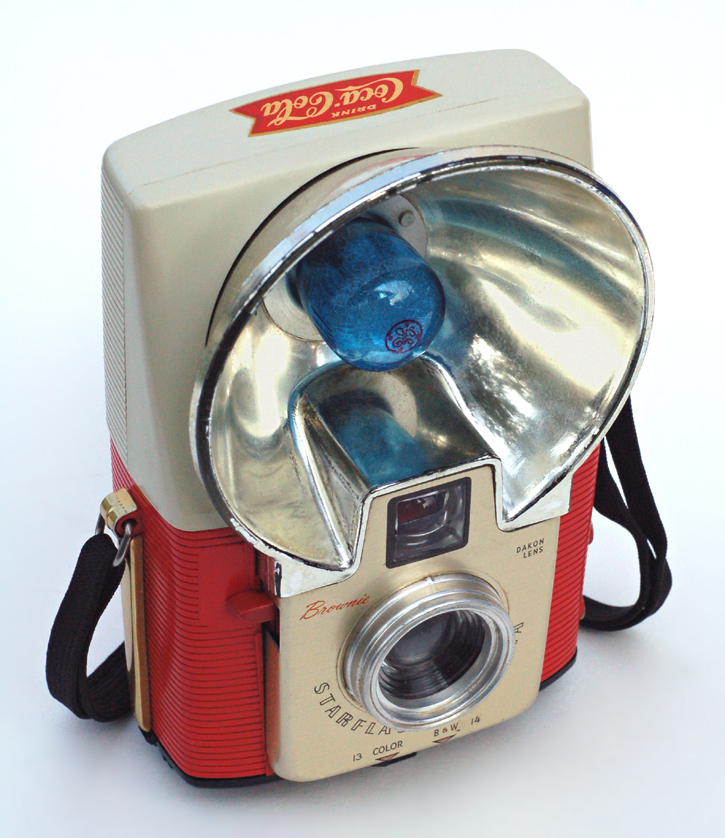
«Coca-Cola Brownie Starflash» производства Kodak.
США, 1950-е гг.
Вспышка с одноразовой лампой, плёнка типа 127.

- Недорогой, обычно пластмассовый корпус.
- Простейший одно- или двухлинзовый объектив, склонный к аберрациям, как правило, непросветлённый. Объектив жёстко установлен на гиперфокальное расстояние (реже — на «бесконечность») и не фокусируется.
  - Так как глубина резко изображаемого пространства зависит от фокусного расстояния, применялись в основном короткофокусные объективы. Обычно при фокусном расстоянии 30-35 мм и размере кадра 24×36 мм достаточно резкими получались объекты на расстоянии от 1,5—2 метров до бесконечности.
- Видоискатель простейший телескопический или рамочный.
- Фотографический затвор центральный, несложной конструкции, с одной автоматической выдержкой (чаще всего 1/60 сек), имелась «выдержка от руки». Нередко затвор представляет собой простую одиночную заслонку.
- Ирисовая диафрагма сложной конструкции не применялась, достаточно было на пути светового потока перемещать непрозрачную пластину с двумя или тремя отверстиями разного диаметра.
- Фотоплёнка — наиболее распространённая 35-мм (в 1930-е годы применялась 35-мм фотоплёнка без кассет, с ракордом из чёрной бумаги). За рубежом широко применялись другие форматы фотоплёнок, в том числе и плёнка типа 126. Бокс-камеры рассчитывались на широкую плёнку типа 120.
- Иногда применялась встроенная фотовспышка небольшой мощности.

## История
Технический прогресс (развитие электроники, появление цветных негативных фотоплёнок с большой фотографической широтой, их автоматизированное проявление в минифотолабораториях, автоматизированная печать фотоснимков) возродил простейшие фотоаппараты.
Появились простейшие фотоаппараты с электроприводом для перемотки и обратной перемотки плёнки. Линзы объективов стали делать из оптической пластмассы, они обходились значительно дешевле, чем стеклянные. Благодаря этому на простейших камерах появились объективы с переменным фокусным расстоянием (и при этом по-прежнему без наводки на резкость).
В 1987—1992 годах на ЛОМО выпускался простейший фотоаппарат с встроенной фотовспышкой и экспонометрическим устройством «Зенит-35F», выпускалась модификация «Зенит-35FМ» с автоматически включаемой фотовспышкой (в условиях низкой освещённости).
На Красногорском механическом заводе планировался выпуск «Focus free»-фотоаппаратов «Зоркий-100», «Буратино», «Зенит-25».
В 2000-2002 году на Красногорском механическом заводе выпускались простейшие малоформатные компактные фотоаппараты «Зенит-510» и «Зенит-520» с автоматической установкой экспозиции, оснащённые встроенной фотовспышкой и электроприводом перемотки фотоплёнки.
Широко распространились любительские фотоаппараты для подводной съёмки и одноразовые простейшие фотоаппараты (после того, как плёнка отснималась, аппарат вместе с плёнкой отдавался на проявку). Одноразовые фотоаппараты (соответственно внешне оформленные) выпускались в том числе и на заказ по случаю корпоративных юбилеев, свадеб.
Появились простейшие компактные автоматические фотоаппараты (впрочем, нередко заявленная автоматика ограничивалась тем, что при освещенности сцены ниже определенного порога включалась вспышка). Некоторые простейшие компактные камеры имели переключатель фокусировки объектива на два положения: гиперфокальное расстояние и ближняя съёмка (примерно 0,7—2 м). Переключение дистанций осуществлялось либо перемещением объектива, либо дополнительной откидной линзой.

### В Советском Союзе

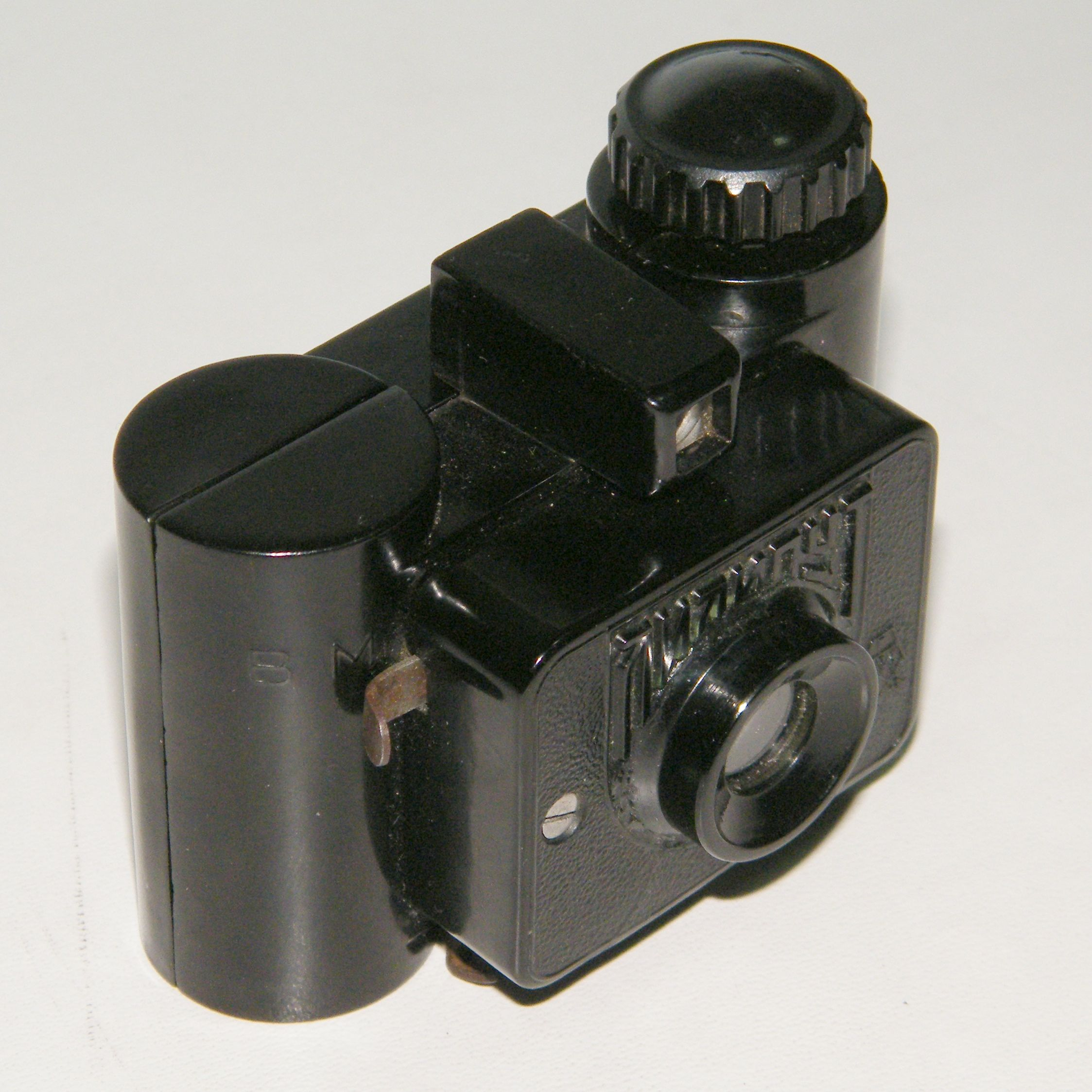
«Лилипут»,
ГОМЗ, 1930-е годы

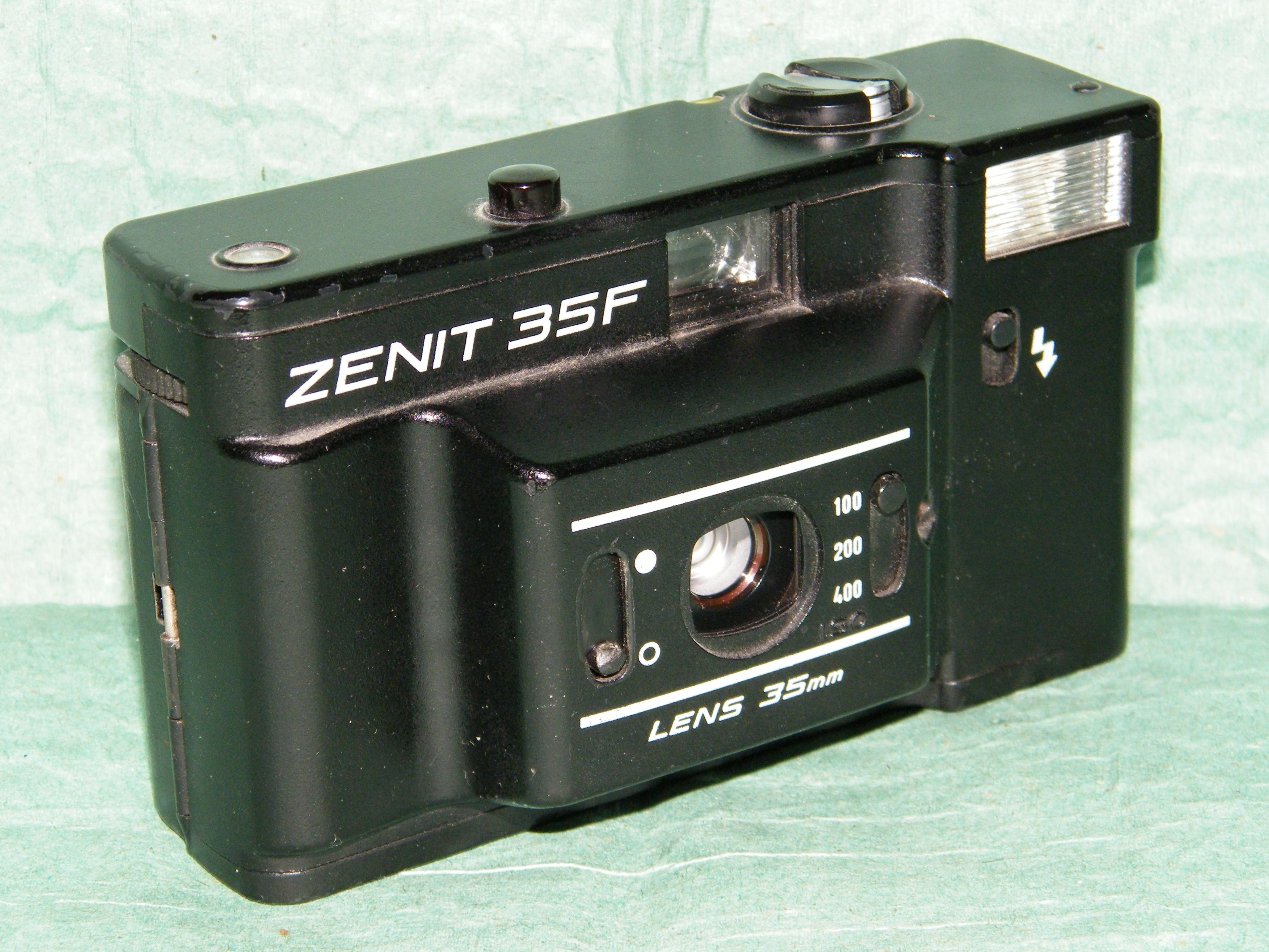
«Зенит-35F»,
ЛОМО, 1987 год.

В довоенные годы в СССР выпускались простейшие фотоаппараты «Лилипут» и «Малютка» производства ГОМЗ, Ленинград.
В 1960-х годах на БелОМО (Минск) выпускались среднеформатные бокс-камеры «Школьник» (размер кадра 6×6 см) и «Этюд» (размер кадра 4,5×6 см). 

На Красногорском механическом заводе выпускалась среднеформатная бокс-камера «Юнкор».
В 1980-е годы на ЛОМО выпускался детский оптический конструктор «ЮФК-2». Из комплекта можно было самостоятельно собрать простейший фотоаппарат, лупу, простейший микроскоп, простейший фотоувеличитель.
Цена советских простейших фотоаппаратов не превышала 10 рублей (после реформы 1961 г.).